# Les Moutiers-en-Retz
Les Moutiers-en-Retz (bretonisch: Mousteròu-Raez) ist eine französische Gemeinde mit 1.846 Einwohnern (Stand: 1. Januar 2022) im Département Loire-Atlantique in der Region Pays de la Loire. Sie gehört zum Arrondissement Saint-Nazaire und zum Kanton Pornic. Die Einwohner werden Monastériens genannt.

## Geographie
Les Moutiers-en-Retz liegt etwa 37 Kilometer südwestlich von Nantes in der Landschaft Pays de Retz an der Jadeküste.  Hier wird Wein im Anbaugebiet Gros Plant du Pays Nantais produziert. Umgeben wird Les Moutiers-en-Retz von den Nachbargemeinden Pornic im Nordwesten und Norden, Bourgneuf-en-Retz im Osten, Bouin im Süden sowie La Bernerie-en-Retz im Westen.

## Bevölkerungsentwicklung
| 1962                       | 1968 | 1975 | 1982 | 1990 | 1999 | 2006 | 2019 |
| -------------------------- | ---- | ---- | ---- | ---- | ---- | ---- | ---- |
| 654                        | 614  | 635  | 693  | 739  | 908  | 1138 | 1765 |
| Quellen: Cassini und INSEE |      |      |      |      |      |      |      |

## Sehenswürdigkeiten
- Kirche Saint-Pierre aus dem 11. Jahrhundert, heutiger Bau aus dem 16. Jahrhundert
- Kapelle von Prigny, frühere Kirche Saint-Jean-Baptiste aus dem 11. Jahrhundert
- Hafen Le Collet
- Schloss Le Collet

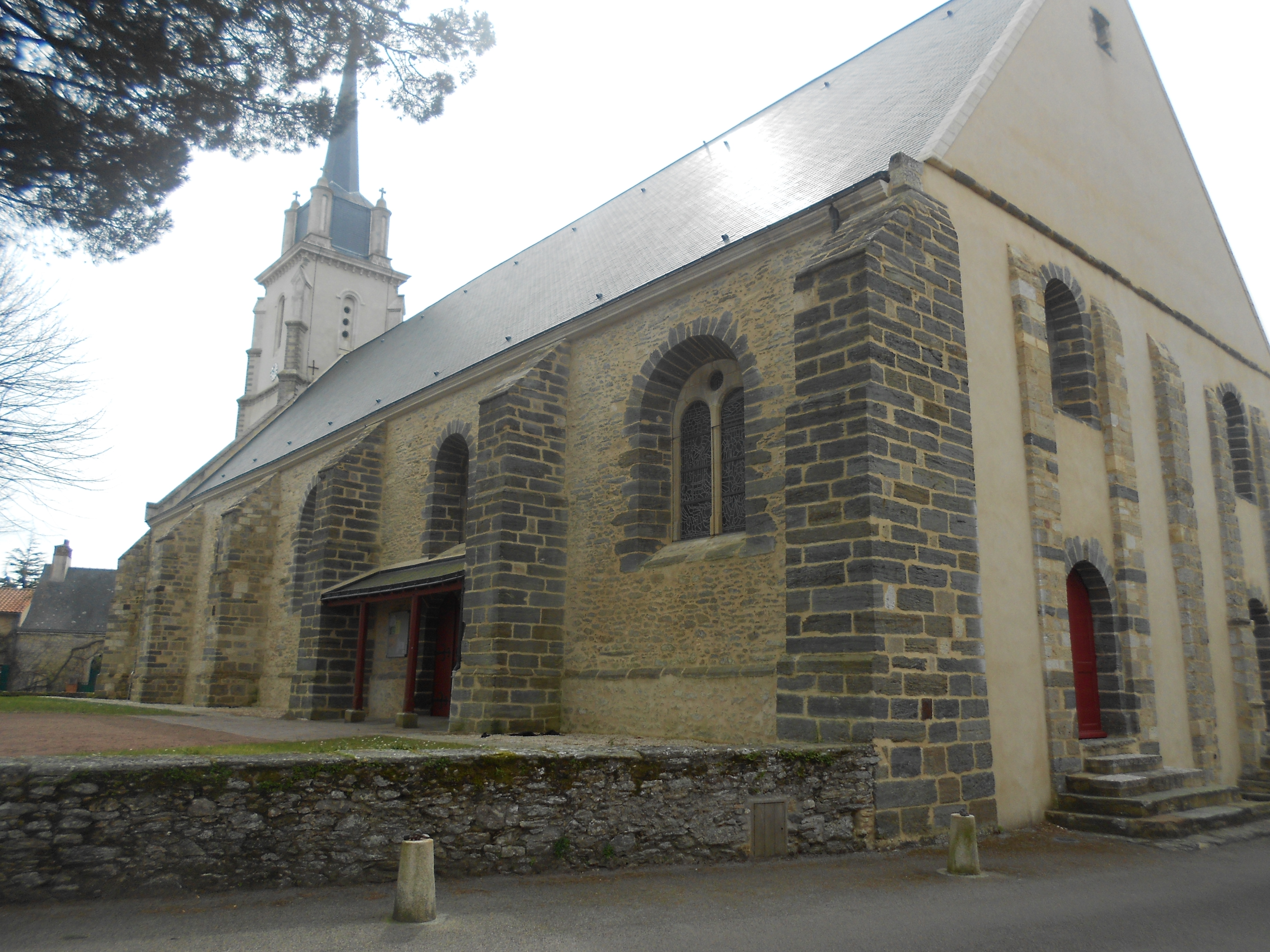
Kirche Saint-Pierre
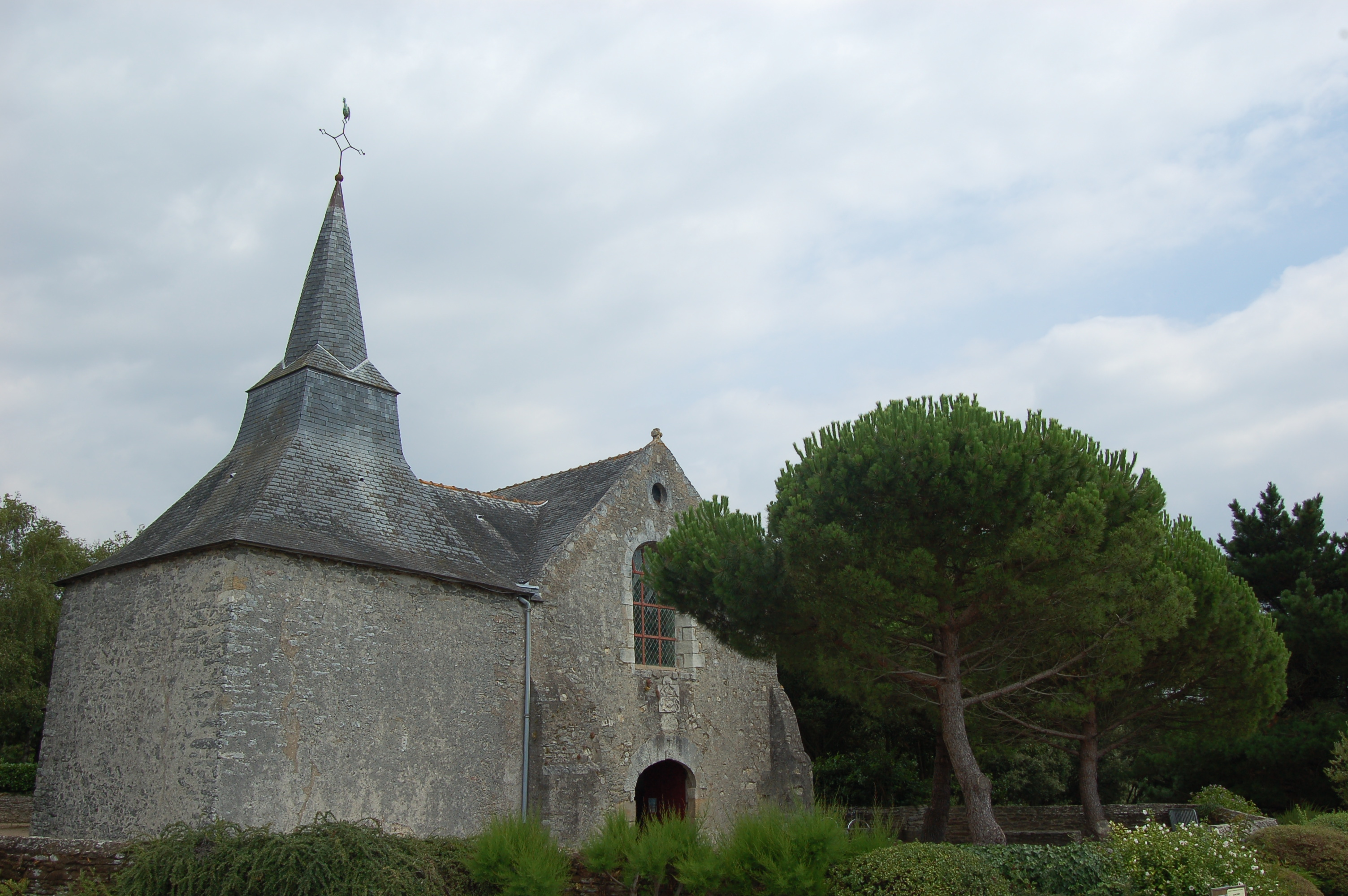
Kapelle von Prigny

## Verkehr
Am Bahnhof von Moutiers-en-Retz an der Bahnstrecke Sainte-Pazanne–Pornic verkehren TER-Züge nach Pornic und Nantes.